# US Open 1964 (Badminton)
Die US Open 1964 im Badminton fanden in San Diego statt. Sie waren in diesem Jahr zugleich auch die nationalen Titelkämpfe.

## Finalergebnisse
| Disziplin    | Sieger                                       | Finalist                    | Ergebnis           |
| ------------ | -------------------------------------------- | --------------------------- | ------------------ |
| Herreneinzel | Channarong Ratanaseangsuang                  | Jim Poole                   | 15–12, 17–14       |
| Dameneinzel  | Dorothy O’Neil                               | Tyna Barinaga               | 12–11, 11–2        |
| Herrendoppel | Joe Alston Wynn Rogers                       | Michael Hartgrove Jim Poole | 15–2, 12–15, 15–10 |
| Damendoppel  | Tyna Barinaga Caroline Jensen                | Lois Alston Doris Haase     | 15–11, 15–4        |
| Mixed        | Channarong Ratanaseangsuang Margaret Barrand | Joe Alston Lois Alston      | w.o.               |